# اوکسانا خووستنکو
اوکسانا خووستنکو (اوکراینی: Оксана Хвостенко؛ زادهٔ ۲۷ نوامبر ۱۹۷۷) ورزشکار دوگانه اهل اوکراین است. او از ورزشکاران دوگانه در بازی‌های المپیک زمستانی ۲۰۰۲، ۲۰۰۶ و ۲۰۱۰ بوده‌است.